# Eudorcas
Eudorcas é um gênero de mamíferos da família Bovidae. Faz parte da subfamília Antilopinae e da tribo Antilopini. As espécies desse gênero fazem parte do grupo de antílopes conhecidos como gazelas. Atualmente existem apenas 4 espécies vivas, e uma foi extinta recentemente.
- Eudorcas albonotata — Gazela-de-mongalla
- Eudorcas rufifrons — Gazela-de-fronte-vermelha
- †Eudorcas rufina — Gazela-vermelha
- Eudorcas thomsonii — Gazela-de-thomson
- Eudorcas tilonura — Gazela-eritreia